# Ліверпуль (жіночий футбольний клуб)
Жіночий футбольний клуб «Ліверпуль» (англ. Liverpool Football Club Women) — жіночий професійний футбольний клуб, який виступає в Жіночій Суперлізі (WSL).

## Історія
Клуб заснований в 1989 році під назвою «Ньютон Ледіс ФК» (англ. Newton Ladies FC), а через два роки був перейменований в «Ноуслі Юнайтед» (англ. Knowsley United WFC) і став клубом-засновником Національного Першого дивізіону, який був створений під керівництвом Жіночої футбольної асоціації.

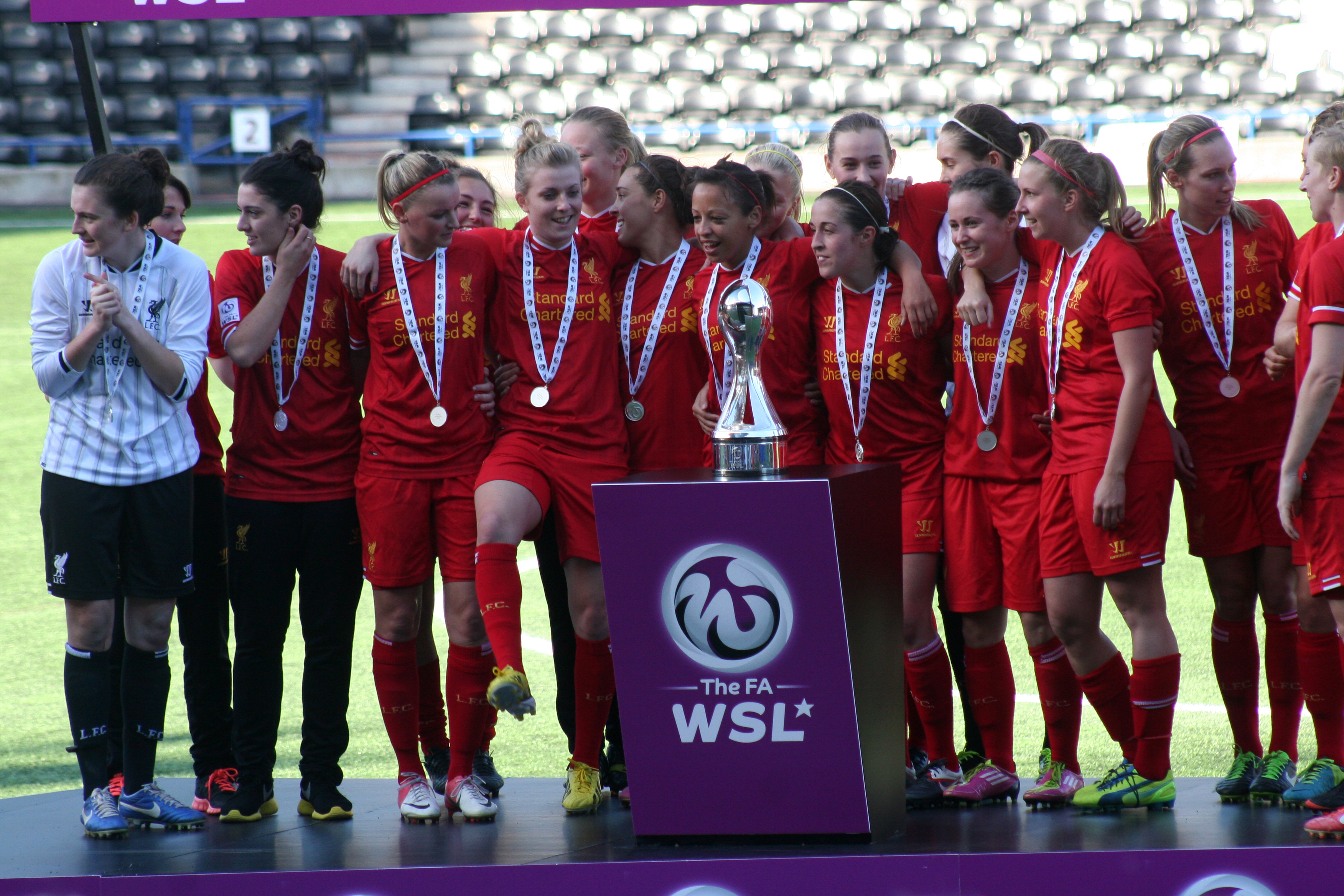
Гравчині команди «Ліверпуль» святкують перемогу в Жіночій Суперлізі у 2013 році

Першим значним досягненням клубу став вихід у фінал Кубка Прем'єр-ліги серед жінок у 1993 році, в якому ліверпульські дівчата поступилися лондонському «Арсеналу». У 1994 році «Ноуслі Юнайтед» вийшов у фінал Кубка Англії, але програв команді «Донкастер Роверс Беллес».
Влітку 1994 команда офіційно стала жіночою секцією в структурі «Ліверпуля» та змінив назву на «Ліверпуль Ледіс».
У квітні 2011 року клуб став засновником Жіночої суперліги Футбольної асоціації. Це рішення поклало початок професіоналізації жіночого футболу в Англії, а «Ліверпуль» виграв чемпіонські титули жіночої Суперліги в 2013 та 2014 роках.

## Виступи в єврокубках
| Сезон   | Назва турниру       | Раунд       | Суперник    | Домашня гра | Гостьова гра | Загальний |
| ------- | ------------------- | ----------- | ----------- | ----------- | ------------ | --------- |
| 2014–15 | Ліга чемпіонів УЄФА | 1/16 фіналу | «Лінчепінг» | 2–1         | 0–3          | 2–4       |
| 2015–16 | Ліга чемпіонів УЄФА | 1/16 фіналу | «Брешія»    | 0–1         | 0–1          | 0–2       |

## Досягнення
Women's Super League
- Чемпіонки (2): 2013, 2014

The Women's FA Cup
- Фіналістки (3): 1993–94, 1994–95, 1995–96